# Hisashi Unemoto
Hisashi Unemoto (畝本久?, Unemoto Hisashi; 19 ottobre 1955) è un pilota motociclistico giapponese, ritiratosi dall'attività agonistica.

## Carriera
Hisashi Unemoto debutta nel motomondiale nel 1988 nella classe 125 in sella ad una Honda. Ottiene i suoi primi punti iridati al debutto nel gran premio di Spagna arrivando settimo al traguardo, ottenendo poi il suo miglior risultato stagionale in Germania dove termina sesto. Termina la stagione 11º in classifica mondiale con 43 punti. L'anno seguente resta nella stessa classe sulla stessa moto, ottenendo il suo primo podio alla prima gara in Giappone dove conquista il secondo posto. Conquista il suo secondo podio in Belgio, dove termina terzo, e conclude la stagione al quarto posto in classifica mondiale con 104 punti.
Nel 1990 moto e classe rimangono invariate, ma Unemoto non replica i risultati dell'anno precedente non andando mai oltre il quinto posto ottenuto in Francia e terminando la stagione da 20º in classifica mondiale con 30 punti. La stessa cosa si ripete l'anno seguente, dove Unemoto non va oltre l'undicesimo posto ottenuto in Spagna e termina 19º in classifica mondiale con quindici punti.
Nel 1992 Unemoto rimane sempre in 125 con Honda, non andando nuovamente mai oltre l'undicesimo posto ottenuto in Germania e non ottenendo punti validi per la classifica mondiale visto il cambiamento del sistema di punteggio per quell'anno. Dopo questa stagione lascia il motomondiale.

## Risultati nel motomondiale
| 1988 | Classe | Moto  |    |    |   |    |   |   |    |    |   |    |    |    |    |    |    | Punti | Pos. |
| ---- | ------ | ----- | -- | -- | - | -- | - | - | -- | -- | - | -- | -- | -- | -- | -- | -- | ----- | ---- |
| 1988 | 125    | Honda | NE | NE | 7 | NE | 9 | 6 | 16 | 25 | 9 | 13 | 21 | 12 | 13 | 22 | NE | 43    | 11º  |

| 1989 | Classe | Moto  |   |     |    |   |   |   |    |    |   |   |   |   |     |   |    | Punti | Pos. |
| ---- | ------ | ----- | - | --- | -- | - | - | - | -- | -- | - | - | - | - | --- | - | -- | ----- | ---- |
| 1989 | 125    | Honda | 2 | Rit | NE | 8 | 6 | 5 | 22 | NE | 5 | 3 | 6 | 5 | Rit | 5 | NE | 104   | 4º   |

| 1990 | Classe | Moto  |    |    |    |   |    |    |  |    |    |   |    |    |     |    |    | Punti | Pos. |
| ---- | ------ | ----- | -- | -- | -- | - | -- | -- |  | -- | -- | - | -- | -- | --- | -- | -- | ----- | ---- |
| 1990 | 125    | Honda | 12 | NE | 13 | 8 | 14 | 18 |  | 21 | 16 | 5 | 14 | 16 | Rit | 18 | 16 | 30    | 20º  |

| 1991 | Classe | Moto  |    |    |    |    |    |    |    |    |    |    |    |    |    |    |     | Punti | Pos. |
| ---- | ------ | ----- | -- | -- | -- | -- | -- | -- | -- | -- | -- | -- | -- | -- | -- | -- | --- | ----- | ---- |
| 1991 | 125    | Honda | 19 | 15 | NE | 11 | 13 | 17 | 19 | 28 | NQ | 13 | 18 | 18 | 13 | NE | Rit | 15    | 19º  |

| 1992 | Classe | Moto  |     |    |    |    |    |    |    |    |    |    |  |  |  |  |  | Punti | Pos. |
| ---- | ------ | ----- | --- | -- | -- | -- | -- | -- | -- | -- | -- | -- |  |  |  |  |  | ----- | ---- |
| 1992 | 125    | Honda | Rit | 20 | 20 | 24 | 24 | 18 | 11 | 14 | 21 | 25 |  |  |  |  |  | 0     |      |

| Legenda | 1º posto        | 2º posto            | 3º posto            | A punti      | Senza punti        | Grassetto – Pole position Corsivo – Giro più veloce |
| Legenda | Gara non valida | Non qual./Non part. | Ritirato/Non class. | Squalificato | '-' Dato non disp. | Grassetto – Pole position Corsivo – Giro più veloce |